# Khaled Mardam-Bey
Khaled Mardam-Bey är skaparen av IRC-klienten mIRC. Han föddes i Amman, Jordanien med en syrisk pappa och palestinsk mamma. Numera är han bosatt i London. Khaled är vegetarian av moraliska skäl och hälsoskäl.

### Fotnoter
1. ↑  Companies House, person-ID på Companies House: 3du07yPvyOFDnSikqQrfTRMzsaM, läst: 11 december 2021.[källa från Wikidata]